# Jules Croiset

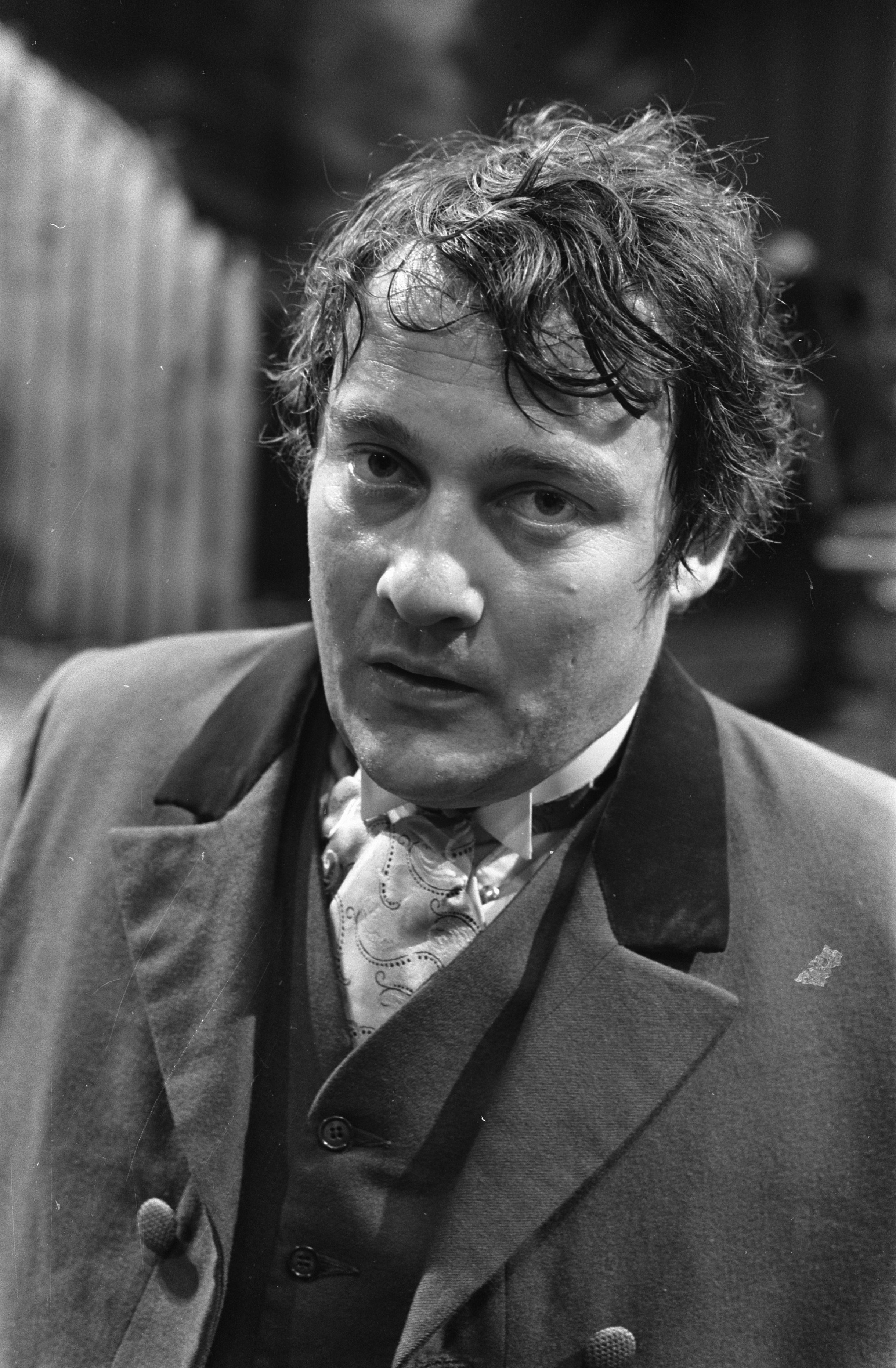

Jules Croiset (* 9. Oktober 1937 in Deventer, Overijssel, Niederlande als Julien Gustave Croiset) ist ein niederländischer Schauspieler und Synchronsprecher.
Croiset war der Sohn von Jeanne Verstraete und Max Croiset. Er ist der Bruder von Hans Croiset und Vater von Gabriella Croiset und den Schauspielern Vincent Croiset und Niels Croiset. Er ist ein Cousin von Coen Flink und Guus Verstraete Jr. Jules Croiset debütierte 1955 als Schauspieler.
Er ist dafür bekannt, das er 1987 seine eigene Entführung durch Neonazis inszenierte.
Regelmäßig ist er auch als Synchronsprecher in Animationsfilmen tätig. Zum Beispiel sprach er in Niederländischen Synchronisation Joe Dalton in Lucky Luke, Shere Khan für die Disney-Filme Das Dschungelbuch und Das Dschungelbuch 2, in Schneewittchen und die sieben Zwerge sowie Prinz John und Richard Löwenherz in Robin Hood. Für Dreamworks sprach er General Mandible für den Film Antz.

## Filmographie (Auswahl)
- 1960: Romeo en Juli in Berlijn
- 1962: Dagboek van Anne Frank
- 1974: Hilfe, der Doktor ertrinkt
- 1976: Peppi en Kokki
- 1980: Doctor Snuggles (Stimme)
- 1984: De Leeuw van Vlaanderen
- 1988: Verfluchtes Amsterdam
- 1988: Die Wichert von nebenan
- 1991–1993: Medisch Centrum West, Amsterdam
- 1993: Flodder
- 2008: John Adams – Freiheit für Amerika
- 2015: Der Admiral – Kampf um Europa
- 2018–2019: Goede tijden, slechte tijden
- 2022: Cops Maastricht